# Fiat Coupé
El Fiat Coupé (tipo 175, nombre oficial del Coupé Fiat) es un coupé que fue producido por el fabricante italiano Fiat entre los años 1993 y 2000. Este automóvil fue presentado oficialmente en el Salón del Automóvil de Bruselas de 1993.
Es recordado por su distintivo diseño angular, con unos paneles laterales escalonados de diseño único que crearían escuela, así como las manetas de apertura de las puertas, enrasadas en el marco de forma que no sobresalían. La carrocería fue diseñada por el estadounidense Chris Bangle en la época en que trabajaba para Fiat, mientras que el interior fue diseñado por Pininfarina. El diseño exterior fue un presagio del diseño de muchos autos de finales de los años 1990 e inicios de los años 2000, actuando como precedente tanto de los trabajos más notorios de Bangle con BMW, como de los diseños futuristas angulares de otras marcas como Ford y Renault.

## Historia

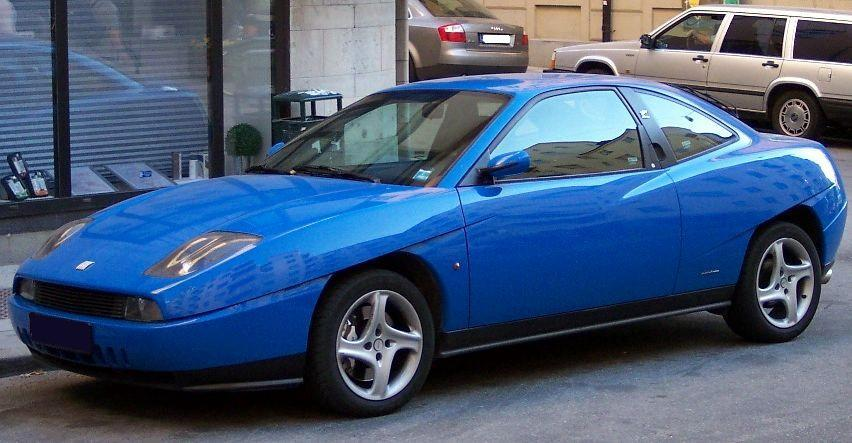
Fiat Coupé 20V Turbo.

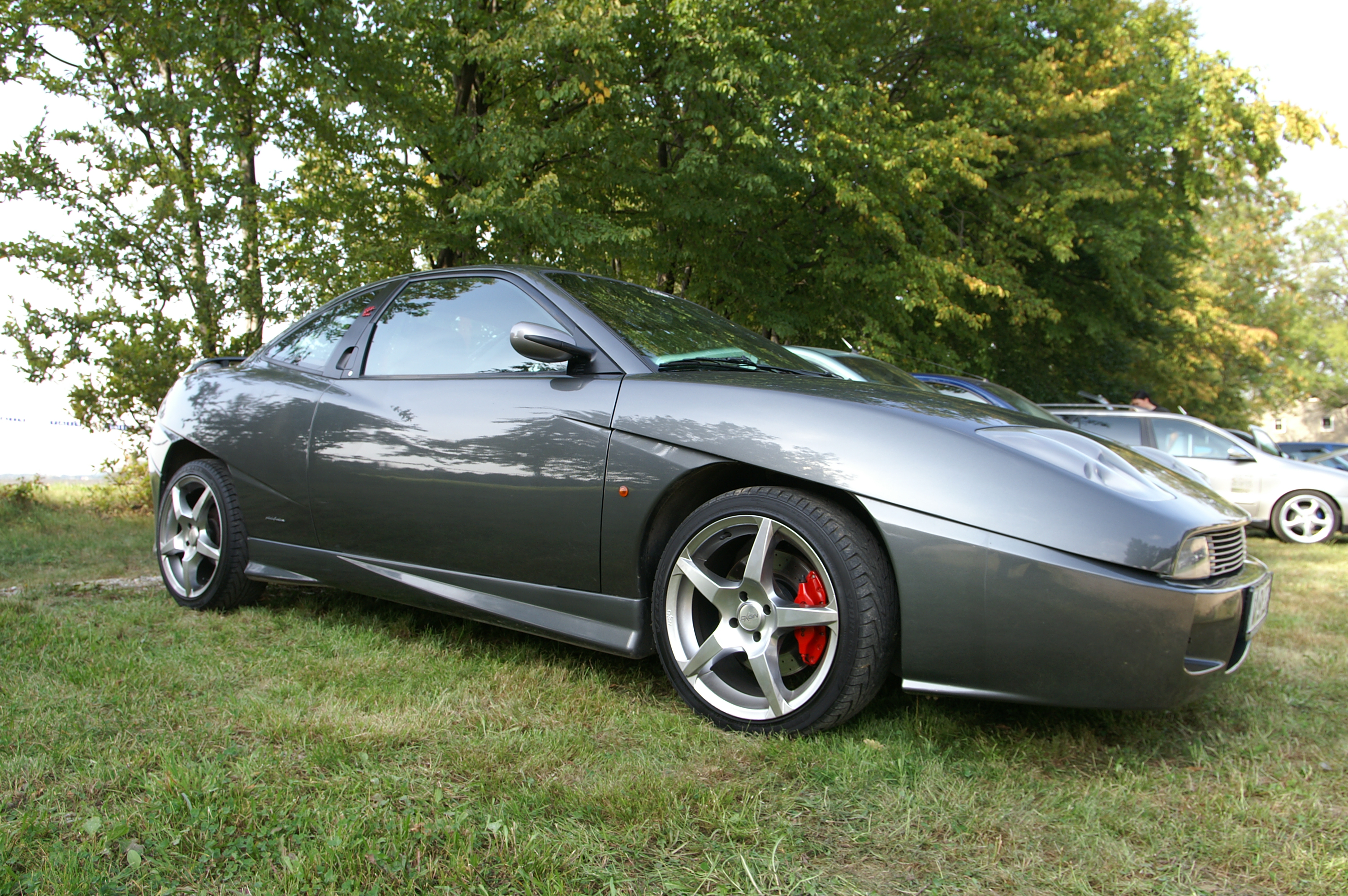
Fiat Coupé Limited Edition.

Tras el lanzamiento del sedán Tempra, Fiat contempló la posibilidad de diseñar un nuevo modelo sedán utilizando la plataforma del Tipo, pero en esta oportunidad, dotandolo de un diseño deportivo y vanguardista que hacía rememorar a los grandes deportivos italianos. De esta forma y con la principal colaboración de Chris Bangle en el diseño, fue presentado el proyecto Fiat 175 que finalmente recibió el nombre comercial de Fiat Coupé.
Cuando se lanzó en el año 1994, el Coupé estaba disponible con un motor de gasolina de cuatro cilindros, cuatro válvulas por cilindro y 2.0 litros de cilindrada, tanto en versiones turbo (195 CV) como con aspiración natural (139 CV). Ambos motores eran versiones mejoradas del legendario Fiat Twin Cam conocido como "bialbero" diseñado por Aurelio Lampredi y heredado del Lancia Delta Integrale, ganador del Campeonato Mundial de Rally. En 1996 se incluyó un motor 1.8 L 16V (130 CV), junto a un 2.0 litros de cinco cilindros y cuatro válvulas por cilindro en variantes atmosférica de 147 CV y turbocomprimidas de 220 CV. Con tiempo de aceleración de 0-60mph de poco más de 6,0 segundos (5,9 segundos en el modelo de 2000), el 2.0 turbo fue el automóvil europeo con tracción delantera más rápido de su época.
Las versiones turboalimentadas de 16 y 20 válvulas fueron equipadas con un muy eficiente diferencial Viscodrive para contrarrestar el subviraje y torque en la dirección que afecta a los automóviles más potentes con tracción delantera. Adicionalmente, el Coupé ofrecía suspensión independiente en las cuatro ruedas: al frente tiene suspensión MacPherson y bajos muñones anclados a un marco auxiliar, resortes montados en forma angular y barra antivuelco; atrás, brazos de arrastre montado en un submarco auxiliar, resortes y barra antivuelco.
1998 vio el lanzamiento de la Limited Edition (o Edición Limitada) el cual incluía pinzas de freno en color rojo Brembo al frente y pinzas rojas atrás, un equipo de carrocería especial, encendido por botón, transmisión de 6 velocidades, el chasis más rígido y asientos Recaro que ofrecían mejor soporte que los estándares incluidos en el 20VT. Cada Coupé Limited Edition ('Edición Limitada') fue fabricado con una placa ubicada cerca del retrovisor central que contenía el número de identificación único del vehículo. Originalmente Fiat indicó que solo iban a construir aproximadamente 300 'LE'. El número final de unidades producidas fue mucho más alto, con números de identificación tan altos como 1600. Esto molestó a muchos de los dueños de los 300 'LE' originales, y ciertamente repercutió en el valor de reventa de los LE.
En 1998 el 2.0 L 20V de 5 cilindros recibió un sistema de admisión variable VIS (Variable Inlet System) el cual aumentó la potencia a 154CV. El 2.0 litros cinco cilindros turbo recibió una transmisión de seis velocidades y un gran botón satinado para el encendido del motor. Además, las letras de la versión Turbo fueron coloreadas del mismo color que la carrocería. Fiat también ofreció el 2.0 cinco cilindros Turbo 'Plus'. Este modelo tenía un conjunto opcional que lo hacía virtualmente idéntico al 'LE', exceptuando los detalles de diseño menores en el interior y sin la placa de identificación de los 'LE'.
En 2000 Fiat lanzó otra versión especial del Fiat Coupé, fue el 1800 '2000 Special Edition'. Ofreciendo el motor 1.8 L, solo estaba disponible para Europa Continental y fue comercializada como una edición elegante y económica. Fiat también hizo cambios en el resto de la gama; por ejemplo, nuevos asientos, faldones laterales y ruedas para el modelo 2.0 L 20V, ruedas de la edición 'Plus' en los modelos turbo y asientos hechos por Recaro en el 'Plus'. El modelo 2.0 L 20VT era capaz de acelerar de 0-62 mph (0-100 km/h) en 6,3 segundos con una velocidad máxima de 156 mph (250 km/h). Cuando la producción finalmente se detuvo en septiembre del 2000, se habían producido un total de 72.762 unidades.

## Motores
| Modelo        | Motor                | Cubicaje | Potencia          | Par motor         | 0–100 km/h, s | Velocidad máxima (km/h) |
| ------------- | -------------------- | -------- | ----------------- | ----------------- | ------------- | ----------------------- |
| 1.8 16V       | 4 cilindros en línea | 1747 cc  | 130 CV a 6300 rpm | 164 Nm a 4300 rpm | 9,2           | 205                     |
| 2.0 16V       | 4 cilindros en línea | 1995 cc  | 139 CV a 6000 rpm | 180 Nm a 4500 rpm | 9,2           | 208                     |
| 2.0 20V       | 5 cilindros en línea | 1998 cc  | 147 CV a 6100 rpm | 186 Nm a 4500 rpm | 8,9           | 212                     |
| 2.0 20V       | 5 cilindros en línea | 1998 cc  | 154 CV a 6700 rpm | 186 Nm a 3750 rpm | 8,4           | 215                     |
| 2.0 16V Turbo | 4 cilindros en línea | 1995 cc  | 190 CV a 5500 rpm | 290 Nm a 3400 rpm | 6,5           | 225                     |
| 2.0 16V Turbo | 4 cilindros en línea | 1995 cc  | 195 CV a 5500 rpm | 295 Nm a 3400 rpm | 6,5           | 226                     |
| 2.0 20V Turbo | 5 cilindros en línea | 1998 cc  | 220 CV a 5750 rpm | 310 Nm a 2500 rpm | 6,3           | 250                     |